# Fluoruro de bencilo
El Fluoruro de Bencilo es un compuesto orgánico cuya estructura corresponde a un anillo de benceno sustituido con un fluorometilo.
- Datos: Q420963
- Multimedia: Benzyl fluoride / Q420963